# Ammo Baba
Ammo Baba, född 27 november 1934 i Bagdad, död 27 maj 2009 i Dahuk, var en irakisk-assyrisk fotbollsspelare. Han har spelat i det irakiska fotbollslandslaget och även tränat det.